# Cupa Davis 2007
Cupa Davis 2007 reprezintă cea de-a 96-a ediție a turneului masculin de tenis pe națiuni. În finala care a avut loc în perioada 30 noiembrie - 2 decembrie, Statele Unite a învins Rusia și a obținut cel de-al 32-lea titlu al său.

## Cupa Mondială 2007
| 2007 Echipele Grupei Mondiale | 2007 Echipele Grupei Mondiale | 2007 Echipele Grupei Mondiale | 2007 Echipele Grupei Mondiale |
| Argentina                     | Australia                     | Austria                       | Belarus                       |
| Chile                         | Croația                       | Franța                        | Germania                      |
| Cehia                         | România                       | Rusia                         | Belgia                        |
| Spania                        | Suedia                        | Elveția                       | Statele Unite                 |
| ----------------------------- | ----------------------------- | ----------------------------- | ----------------------------- |

## Franța vs. România
| Echipa Franței: • Richard Gasquet, locul 16 ATP • Arnaud Clement, locul 35 ATP • Sebastien Grosjean, locul 45 ATP • Michael Llodra, locul 72 |  | Echipa României: • Andrei Pavel, locul 118 ATP • Florin Mergea, locul 352 ATP • Horia Tecău, locul 425 ATP • Victor Hănescu, locul 755 ATP |

Locul ATP așa cum apare el la data de 5 februarie 2007 

### Rezultate
|  | Turul unu 9-11 februarie | Turul unu 9-11 februarie | Turul unu 9-11 februarie |   |          | Turul doi 6-8 aprilie | Turul doi 6-8 aprilie | Turul doi 6-8 aprilie |   |  | Semifinale 21-23 septembrie | Semifinale 21-23 septembrie | Semifinale 21-23 septembrie |   |  | Finală 30 nov-2 decembrie | Finală 30 nov-2 decembrie | Finală 30 nov-2 decembrie |
|  |                          |                          |                          |   |          |                       |                       |                       |   |  |                             |                             |                             |   |  |                           |                           |                           |
|  | F                        | Rusia                    | 3                        |   |          |                       |                       |                       |   |  |                             |                             |                             |   |  |                           |                           |                           |
|  |                          | Chile*                   | 2                        |   |          |                       |                       |                       |   |  |                             |                             |                             |   |  |                           |                           |                           |
|  |                          | Chile*                   | 2                        | F | Rusia*   | 3                     |                       |                       |   |  |                             |                             |                             |   |  |                           |                           |                           |
|  |                          |                          |                          | F | Rusia*   | 3                     |                       |                       |   |  |                             |                             |                             |   |  |                           |                           |                           |
|  |                          | F                        | Franța                   | 2 |          |                       |                       |                       |   |  |                             |                             |                             |   |  |                           |                           |                           |
|  | F                        | F                        | Franța                   | 2 | Franța*  | 4                     |                       |                       |   |  |                             |                             |                             |   |  |                           |                           |                           |
|  | F                        |                          |                          |   | Franța*  | 4                     |                       |                       |   |  |                             |                             |                             |   |  |                           |                           |                           |
|  |                          | România                  | 1                        |   |          |                       |                       |                       |   |  |                             |                             |                             |   |  |                           |                           |                           |
|  |                          |                          |                          |   |          |                       |                       | Rusia*                | 3 |  |                             |                             |                             |   |  |                           |                           |                           |
|  |                          |                          |                          |   |          |                       |                       |                       | 3 |  |                             |                             |                             |   |  |                           |                           |                           |
|  |                          |                          | Germania                 | 2 |          |                       |                       |                       |   |  |                             |                             |                             |   |  |                           |                           |                           |
|  | F                        | Croația                  | Germania                 | 2 | 2        |                       |                       |                       |   |  |                             |                             |                             |   |  |                           |                           |                           |
|  | F                        | Croația                  |                          |   | 2        |                       |                       |                       |   |  |                             |                             |                             |   |  |                           |                           |                           |
|  |                          | Germania*                | 3                        |   |          |                       |                       |                       |   |  |                             |                             |                             |   |  |                           |                           |                           |
|  |                          | Germania*                | 3                        |   | Germania | 3                     |                       |                       |   |  |                             |                             |                             |   |  |                           |                           |                           |
|  |                          |                          |                          |   | Germania | 3                     |                       |                       |   |  |                             |                             |                             |   |  |                           |                           |                           |
|  |                          |                          | Belgia*                  | 2 |          |                       |                       |                       |   |  |                             |                             |                             |   |  |                           |                           |                           |
|  |                          | Australia*               | Belgia*                  | 2 | 2        |                       |                       |                       |   |  |                             |                             |                             |   |  |                           |                           |                           |
|  |                          | Australia*               |                          |   | 2        |                       |                       |                       |   |  |                             |                             |                             |   |  |                           |                           |                           |
|  |                          | Belgia*                  | 3                        |   |          |                       |                       |                       |   |  |                             |                             |                             |   |  |                           |                           |                           |
|  |                          |                          |                          |   |          |                       |                       |                       |   |  |                             |                             | Rusia                       | 1 |  |                           |                           |                           |
|  |                          |                          |                          |   |          |                       |                       |                       |   |  |                             |                             |                             |   |  |                           |                           |                           |
|  |                          |                          | Statele Unite*           | 4 |          |                       |                       |                       |   |  |                             |                             |                             |   |  |                           |                           |                           |
|  |                          | Cehia*                   | Statele Unite*           | 4 | 1        |                       |                       |                       |   |  |                             |                             |                             |   |  |                           |                           |                           |
|  |                          | Cehia*                   |                          |   | 1        |                       |                       |                       |   |  |                             |                             |                             |   |  |                           |                           |                           |
|  | F                        | Statele Unite            | 4                        |   |          |                       |                       |                       |   |  |                             |                             |                             |   |  |                           |                           |                           |
|  | F                        | Statele Unite            | 4                        |   | F        | Statele Unite*        | 4                     |                       |   |  |                             |                             |                             |   |  |                           |                           |                           |
|  |                          |                          |                          |   | F        | Statele Unite*        | 4                     |                       |   |  |                             |                             |                             |   |  |                           |                           |                           |
|  |                          | F                        | Spania                   | 1 |          |                       |                       |                       |   |  |                             |                             |                             |   |  |                           |                           |                           |
|  |                          | F                        | Spania                   | 1 | Elveția* | 2                     |                       |                       |   |  |                             |                             |                             |   |  |                           |                           |                           |
|  |                          |                          |                          |   | Elveția* | 2                     |                       |                       |   |  |                             |                             |                             |   |  |                           |                           |                           |
|  | F                        | Spania                   | 3                        |   |          |                       |                       |                       |   |  |                             |                             |                             |   |  |                           |                           |                           |
|  | F                        | Spania                   | 3                        |   |          |                       |                       |                       |   |  | Statele Unite*              | 4                           |                             |   |  |                           |                           |                           |
|  |                          |                          |                          |   |          |                       |                       |                       |   |  | Statele Unite*              | 4                           |                             |   |  |                           |                           |                           |
|  |                          |                          | Suedia                   | 1 |          |                       |                       |                       |   |  |                             |                             |                             |   |  |                           |                           |                           |
|  |                          | Suedia                   | Suedia                   | 1 | 3        |                       |                       |                       |   |  |                             |                             |                             |   |  |                           |                           |                           |
|  |                          | Suedia                   |                          |   | 3        |                       |                       |                       |   |  |                             |                             |                             |   |  |                           |                           |                           |
|  | F                        | Belarus*                 | 2                        |   |          |                       |                       |                       |   |  |                             |                             |                             |   |  |                           |                           |                           |
|  | F                        | Belarus*                 | 2                        |   |          | Suedia*               | 4                     |                       |   |  |                             |                             |                             |   |  |                           |                           |                           |
|  |                          |                          |                          |   |          | Suedia*               | 4                     |                       |   |  |                             |                             |                             |   |  |                           |                           |                           |
|  |                          |                          | Argentina                | 1 |          |                       |                       |                       |   |  |                             |                             |                             |   |  |                           |                           |                           |
|  |                          | Austria*                 | Argentina                | 1 | 1        |                       |                       |                       |   |  |                             |                             |                             |   |  |                           |                           |                           |
|  |                          | Austria*                 |                          |   | 1        |                       |                       |                       |   |  |                             |                             |                             |   |  |                           |                           |                           |
|  | F                        | Argentina                | 4                        |   |          |                       |                       |                       |   |  |                             |                             |                             |   |  |                           |                           |                           |

#### Legendă
- F =favorit
- * =țară gazdă

## Turul unu
| | Chile | 2                        | -    | 3 | Rusia |   |  |
| --- | ----- | ------------------------ | ---- | - | ----- | - |  |
| Universidad del Mar, La Serena, Chile |       |                          |      |   |       |   |  |
| 9 - 11 februarie 2007 |       |                          |      |   |       |   |  |
| \| 1 \| \| Nicolas Massú \| 3 \| 2 \| 2 \| \| \| \| 1 \| \| Marat Safin \| 6 \| 6 \| 6 \| \| \| \| 2 \| \| Fernando González \| 6 \| 4 \| 3 \| 2 \| \| \| 2 \| \| Igor Andreev \| 4 \| 6 \| 6 \| 6 \| \| \| 3 \| \| F.González-Nicolas Massú \| 7 \| 6 \| 6 \| \| \| \| 3 \| \| Igor Andreev-Marat Safin \| 6(3) \| 3 \| 4 \| \| \| \| \| \| \| \| \| \| \| \| \| 4 \| \| Fernando González \| 6 \| 7 \| 6 \| \| \| \| 4 \| \| Marat Safin \| 3 \| 5 \| 4 \| \| \| \| \| \| \| \| \| \| \| \| \| 5 \| \| Nicolas Massú \| 2 \| 1 \| 7 \| 4 \| \| \| 5 \| \| Igor Andreev \| 6 \| 6 \| 6(1) \| 6 \| \| \| \| \| \| \| \| \| \| \| |       |                          |      |   |       |   |  |
| 1 |       | Nicolas Massú            | 3    | 2 | 2     |   |  |
| 1 |       | Marat Safin              | 6    | 6 | 6     |   |  |
| 2 |       | Fernando González        | 6    | 4 | 3     | 2 |  |
| 2 |       | Igor Andreev             | 4    | 6 | 6     | 6 |  |
| 3 |       | F.González-Nicolas Massú | 7    | 6 | 6     |   |  |
| 3 |       | Igor Andreev-Marat Safin | 6(3) | 3 | 4     |   |  |
| |       |                          |      |   |       |   |  |
| 4 |       | Fernando González        | 6    | 7 | 6     |   |  |
| 4 |       | Marat Safin              | 3    | 5 | 4     |   |  |
| |       |                          |      |   |       |   |  |
| 5 |       | Nicolas Massú            | 2    | 1 | 7     | 4 |  |
| 5 |       | Igor Andreev             | 6    | 6 | 6(1)  | 6 |  |
| |       |                          |      |   |       |   |  |

| | Franța | 4                             | - | 1    | România |      |    |
| --- | ------ | ----------------------------- | - | ---- | ------- | ---- | -- |
| Grand Halle d’Auvergne, Clermont-Ferrand, Franța |        |                               |   |      |         |      |    |
| 9 - 11 februarie 2007 |        |                               |   |      |         |      |    |
| \| 1 \| \| Richard Gasquet \| 7 \| 6 \| 6 \| \| \| \| 1 \| \| Victor Hănescu \| 5 \| 2 \| 2 \| \| \| \| 2 \| \| Sebastien Grosjean \| 4 \| 5 \| 6 \| 6 \| 6 \| \| 2 \| \| Andrei Pavel \| 6 \| 7 \| 3 \| 1 \| 2 \| \| 3 \| \| Arnaud Clement-Michael Llodra \| 6 \| 5 \| 5 \| 7 \| 9 \| \| 3 \| \| Florin Mergea-Horia Tecău \| 3 \| 7 \| 7 \| 6(3) \| 11 \| \| \| \| \| \| \| \| \| \| \| 4 \| \| Richard Gasquet \| 6 \| 6 \| 7 \| \| \| \| 4 \| \| Andrei Pavel \| 3 \| 2 \| 5 \| \| \| \| \| \| \| \| \| \| \| \| \| 5 \| \| Arnaud Clement \| 7 \| 7 \| \| \| \| \| 5 \| \| Florin Mergea \| 5 \| 6(3) \| \| \| \| \| \| \| \| \| \| \| \| \| |        |                               |   |      |         |      |    |
| 1 |        | Richard Gasquet               | 7 | 6    | 6       |      |    |
| 1 |        | Victor Hănescu                | 5 | 2    | 2       |      |    |
| 2 |        | Sebastien Grosjean            | 4 | 5    | 6       | 6    | 6  |
| 2 |        | Andrei Pavel                  | 6 | 7    | 3       | 1    | 2  |
| 3 |        | Arnaud Clement-Michael Llodra | 6 | 5    | 5       | 7    | 9  |
| 3 |        | Florin Mergea-Horia Tecău     | 3 | 7    | 7       | 6(3) | 11 |
| |        |                               |   |      |         |      |    |
| 4 |        | Richard Gasquet               | 6 | 6    | 7       |      |    |
| 4 |        | Andrei Pavel                  | 3 | 2    | 5       |      |    |
| |        |                               |   |      |         |      |    |
| 5 |        | Arnaud Clement                | 7 | 7    |         |      |    |
| 5 |        | Florin Mergea                 | 5 | 6(3) |         |      |    |
| |        |                               |   |      |         |      |    |

| | Germania | 3                         | -  | 2    | Croația |   |  |
| --- | -------- | ------------------------- | -- | ---- | ------- | - |  |
| KönigPalast, Krefeld, Germania |          |                           |    |      |         |   |  |
| 9 - 11 februarie 2007 |          |                           |    |      |         |   |  |
| \| 1 \| \| Tommy Haas \| 2 \| 6 \| 6 \| 6 \| \| \| 1 \| \| Mario Ančić \| 6 \| 4 \| 4 \| 4 \| \| \| 2 \| \| Benjamin Becker \| 7 \| 4 \| 2 \| 3 \| \| \| 2 \| \| Ivan Ljubičić \| 64 \| 6 \| 6 \| 6 \| \| \| 3 \| \| M. Kohlmann-A. Waske \| 6 \| 6 \| 7 \| \| \| \| 3 \| \| Mario Ančić-Ivan Ljubičić \| 4 \| 2 \| 6(5) \| \| \| \| \| \| \| \| \| \| \| \| \| 4 \| \| Tommy Haas \| 6 \| 7 \| 6 \| \| \| \| 4 \| \| Ivan Ljubičić \| 2 \| 6(7) \| 4 \| \| \| \| \| \| \| \| \| \| \| \| \| 5 \| \| Benjamin Becker \| 4 \| 6 \| 1 \| \| \| \| 5 \| \| Mario Ančić \| 6 \| 1 \| 6 \| \| \| \| \| \| \| \| \| \| \| \| |          |                           |    |      |         |   |  |
| 1 |          | Tommy Haas                | 2  | 6    | 6       | 6 |  |
| 1 |          | Mario Ančić               | 6  | 4    | 4       | 4 |  |
| 2 |          | Benjamin Becker           | 7  | 4    | 2       | 3 |  |
| 2 |          | Ivan Ljubičić             | 64 | 6    | 6       | 6 |  |
| 3 |          | M. Kohlmann-A. Waske      | 6  | 6    | 7       |   |  |
| 3 |          | Mario Ančić-Ivan Ljubičić | 4  | 2    | 6(5)    |   |  |
| |          |                           |    |      |         |   |  |
| 4 |          | Tommy Haas                | 6  | 7    | 6       |   |  |
| 4 |          | Ivan Ljubičić             | 2  | 6(7) | 4       |   |  |
| |          |                           |    |      |         |   |  |
| 5 |          | Benjamin Becker           | 4  | 6    | 1       |   |  |
| 5 |          | Mario Ančić               | 6  | 1    | 6       |   |  |
| |          |                           |    |      |         |   |  |

| | Belgia | 3                             | - | 2 | Australia |   |   |
| --- | ------ | ----------------------------- | - | - | --------- | - | - |
| Country Hall, Liege, Belgia |        |                               |   |   |           |   |   |
| 9 - 11 februarie 2007 |        |                               |   |   |           |   |   |
| \| 1 \| \| Kristof Vliegen \| 4 \| 6 \| 3 \| 6 \| 6 \| \| 1 \| \| Lleyton Hewitt \| 6 \| 4 \| 6 \| 3 \| 4 \| \| 2 \| \| Olivier Rochus \| 3 \| 7 \| 6 \| 6 \| \| \| 2 \| \| Chris Guccione \| 6 \| 5 \| 2 \| 3 \| \| \| 3 \| \| Dick Norman-Christophe Rochus \| 2 \| 4 \| 2 \| \| \| \| 3 \| \| Paul Hanley-Peter Luczak \| 6 \| 6 \| 6 \| \| \| \| \| \| \| \| \| \| \| \| \| 4 \| \| Olivier Rochus \| 2 \| 3 \| 7 \| 6 \| 1 \| \| 4 \| \| Lleyton Hewitt \| 6 \| 6 \| 6(4) \| 3 \| 6 \| \| \| \| \| \| \| \| \| \| \| 5 \| \| Kristof Vliegen \| 6 \| 6 \| 6 \| \| \| \| 5 \| \| Chris Guccione \| 4 \| 4 \| 4 \| \| \| \| \| \| \| \| \| \| \| \| |        |                               |   |   |           |   |   |
| 1 |        | Kristof Vliegen               | 4 | 6 | 3         | 6 | 6 |
| 1 |        | Lleyton Hewitt                | 6 | 4 | 6         | 3 | 4 |
| 2 |        | Olivier Rochus                | 3 | 7 | 6         | 6 |   |
| 2 |        | Chris Guccione                | 6 | 5 | 2         | 3 |   |
| 3 |        | Dick Norman-Christophe Rochus | 2 | 4 | 2         |   |   |
| 3 |        | Paul Hanley-Peter Luczak      | 6 | 6 | 6         |   |   |
| |        |                               |   |   |           |   |   |
| 4 |        | Olivier Rochus                | 2 | 3 | 7         | 6 | 1 |
| 4 |        | Lleyton Hewitt                | 6 | 6 | 6(4)      | 3 | 6 |
| |        |                               |   |   |           |   |   |
| 5 |        | Kristof Vliegen               | 6 | 6 | 6         |   |   |
| 5 |        | Chris Guccione                | 4 | 4 | 4         |   |   |
| |        |                               |   |   |           |   |   |

| | Cehia | 1                         | -    | 4 | SUA |      |  |
| --- | ----- | ------------------------- | ---- | - | --- | ---- |  |
| CZE Arena, Ostrava, Cehia |       |                           |      |   |     |      |  |
| 9 - 11 februarie 2007 |       |                           |      |   |     |      |  |
| \| 1 \| \| Ivo Minar \| 4 \| 6 \| 2 \| 3 \| \| \| 1 \| \| Andy Roddick \| 6 \| 4 \| 6 \| 6 \| \| \| 2 \| \| Tomáš Berdych \| 6 \| 2 \| 7 \| 7 \| \| \| 2 \| \| James Blake \| 1 \| 6 \| 5 \| 5 \| \| \| 3 \| \| Lukas Dlouhy-Pavel Vizner \| 4 \| 4 \| 4 \| \| \| \| 3 \| \| Bob Bryan-Mike Bryan \| 6 \| 6 \| 6 \| \| \| \| \| \| \| \| \| \| \| \| \| 4 \| \| Tomáš Berdych \| 6 \| 3 \| 2 \| 6(4) \| \| \| 4 \| \| Andy Roddick \| 4 \| 6 \| 6 \| 7 \| \| \| \| \| \| \| \| \| \| \| \| 5 \| \| Lukáš Dlouhý \| 6(5) \| 4 \| \| \| \| \| 5 \| \| Bob Bryan \| 7 \| 6 \| \| \| \| \| \| \| \| \| \| \| \| \| |       |                           |      |   |     |      |  |
| 1 |       | Ivo Minar                 | 4    | 6 | 2   | 3    |  |
| 1 |       | Andy Roddick              | 6    | 4 | 6   | 6    |  |
| 2 |       | Tomáš Berdych             | 6    | 2 | 7   | 7    |  |
| 2 |       | James Blake               | 1    | 6 | 5   | 5    |  |
| 3 |       | Lukas Dlouhy-Pavel Vizner | 4    | 4 | 4   |      |  |
| 3 |       | Bob Bryan-Mike Bryan      | 6    | 6 | 6   |      |  |
| |       |                           |      |   |     |      |  |
| 4 |       | Tomáš Berdych             | 6    | 3 | 2   | 6(4) |  |
| 4 |       | Andy Roddick              | 4    | 6 | 6   | 7    |  |
| |       |                           |      |   |     |      |  |
| 5 |       | Lukáš Dlouhý              | 6(5) | 4 |     |      |  |
| 5 |       | Bob Bryan                 | 7    | 6 |     |      |  |
| |       |                           |      |   |     |      |  |

| | Elveția | 2                              | -    | 3    | Spania |      |    |
| --- | ------- | ------------------------------ | ---- | ---- | ------ | ---- | -- |
| Palexpo, Geneva, Elveția |         |                                |      |      |        |      |    |
| 9 - 11 februarie 2007 |         |                                |      |      |        |      |    |
| \| 1 \| \| Marco Chiudinelli \| 6 \| 6 \| 3 \| 7 \| \| \| 1 \| \| Fernando Verdasco \| 3 \| 4 \| 6 \| 6(2) \| \| \| 2 \| \| Stephane Bohli \| 3 \| 2 \| 2 \| \| \| \| 2 \| \| Feliciano Lopez \| 6 \| 6 \| 6 \| \| \| \| 3 \| \| Yves Allegro-Marco Chiudinelli \| 6(5) \| 7 \| 7 \| 1 \| 10 \| \| 3 \| \| F. Lopez-F. Verdasco \| 7 \| 6(3) \| 6(2) \| 6 \| 12 \| \| \| \| \| \| \| \| \| \| \| 4 \| \| Stephane Bohli \| 3 \| 3 \| 2 \| \| \| \| 4 \| \| Fernando Verdasco \| 6 \| 6 \| 6 \| \| \| \| \| \| \| \| \| \| \| \| \| 5 \| \| Marco Chiudinelli \| 3 \| 6 \| 6 \| \| \| \| 5 \| \| David Ferrer \| 6 \| 3 \| 3 \| \| \| \| \| \| \| \| \| \| \| \| |         |                                |      |      |        |      |    |
| 1 |         | Marco Chiudinelli              | 6    | 6    | 3      | 7    |    |
| 1 |         | Fernando Verdasco              | 3    | 4    | 6      | 6(2) |    |
| 2 |         | Stephane Bohli                 | 3    | 2    | 2      |      |    |
| 2 |         | Feliciano Lopez                | 6    | 6    | 6      |      |    |
| 3 |         | Yves Allegro-Marco Chiudinelli | 6(5) | 7    | 7      | 1    | 10 |
| 3 |         | F. Lopez-F. Verdasco           | 7    | 6(3) | 6(2)   | 6    | 12 |
| |         |                                |      |      |        |      |    |
| 4 |         | Stephane Bohli                 | 3    | 3    | 2      |      |    |
| 4 |         | Fernando Verdasco              | 6    | 6    | 6      |      |    |
| |         |                                |      |      |        |      |    |
| 5 |         | Marco Chiudinelli              | 3    | 6    | 6      |      |    |
| 5 |         | David Ferrer                   | 6    | 3    | 3      |      |    |
| |         |                                |      |      |        |      |    |

| | Belarus | 2                             | -    | 3    | Suedia |      |   |
| --- | ------- | ----------------------------- | ---- | ---- | ------ | ---- | - |
| Universidad del Mar, La Serena, Chile |         |                               |      |      |        |      |   |
| 9 - 11 februarie 2007 |         |                               |      |      |        |      |   |
| \| 1 \| \| Vladimir Voltchkov \| 3 \| 6(3) \| 1 \| \| \| \| 1 \| \| Robin Söderling \| 6 \| 7 \| 6 \| \| \| \| 2 \| \| Max Mirnyi \| 4 \| 4 \| 4 \| \| \| \| 2 \| \| Thomas Johansson \| 6 \| 6 \| 6 \| \| \| \| 3 \| \| Max Mirnyi-Vladimir Voltchkov \| 7 \| 4 \| 7 \| 6 \| \| \| 3 \| \| Simon Aspellin-Jonas Bjorkman \| 5 \| 6 \| 5 \| 3 \| \| \| \| \| \| \| \| \| \| \| \| 4 \| \| Max Mirnyi \| 7 \| 5 \| 7 \| 6(3) \| 3 \| \| 4 \| \| Robin Söderling \| 6(8) \| 7 \| 6(8) \| 7 \| 6 \| \| \| \| \| \| \| \| \| \| \| 5 \| \| Vladimir Voltchkov \| 6 \| 7 \| \| \| \| \| 5 \| \| Thomas Johansson \| 4 \| 5 \| \| \| \| \| \| \| \| \| \| \| \| \| |         |                               |      |      |        |      |   |
| 1 |         | Vladimir Voltchkov            | 3    | 6(3) | 1      |      |   |
| 1 |         | Robin Söderling               | 6    | 7    | 6      |      |   |
| 2 |         | Max Mirnyi                    | 4    | 4    | 4      |      |   |
| 2 |         | Thomas Johansson              | 6    | 6    | 6      |      |   |
| 3 |         | Max Mirnyi-Vladimir Voltchkov | 7    | 4    | 7      | 6    |   |
| 3 |         | Simon Aspellin-Jonas Bjorkman | 5    | 6    | 5      | 3    |   |
| |         |                               |      |      |        |      |   |
| 4 |         | Max Mirnyi                    | 7    | 5    | 7      | 6(3) | 3 |
| 4 |         | Robin Söderling               | 6(8) | 7    | 6(8)   | 7    | 6 |
| |         |                               |      |      |        |      |   |
| 5 |         | Vladimir Voltchkov            | 6    | 7    |        |      |   |
| 5 |         | Thomas Johansson              | 4    | 5    |        |      |   |
| |         |                               |      |      |        |      |   |

| | Austria | 1                             | -    | 4    | Argentina |   |   |
| --- | ------- | ----------------------------- | ---- | ---- | --------- | - | - |
| Intersport Arena, Linz, Austria |         |                               |      |      |           |   |   |
| 9 - 11 februarie 2007 |         |                               |      |      |           |   |   |
| \| 1 \| \| Stefan Koubek \| 6(6) \| 1 \| 4 \| \| \| \| 1 \| \| Jose Acasuso \| 7 \| 6 \| 6 \| \| \| \| 2 \| \| Jurgen Melzer \| 6 \| 2 \| 4 \| \| \| \| 2 \| \| Guillermo Cañas \| 7 \| 6 \| 6 \| \| \| \| 3 \| \| Julian Knowle-Jurgen Melzer \| 6 \| 6(2) \| 6 \| 7 \| \| \| 3 \| \| Jose Acasuso-Sebastian Prieto \| 3 \| 7 \| 1 \| 5 \| \| \| \| \| \| \| \| \| \| \| \| 4 \| \| Jurgen Melzer \| 6(4) \| 6 \| 4 \| 6 \| 2 \| \| 4 \| \| Juan Martín del Potro \| 7 \| 3 \| 6 \| 4 \| 6 \| \| \| \| \| \| \| \| \| \| \| 5 \| \| Alexander Peya \| 6 \| 1 \| 4 \| \| \| \| 5 \| \| Guillermo Cañas \| 4 \| 6 \| 6 \| \| \| \| \| \| \| \| \| \| \| \| |         |                               |      |      |           |   |   |
| 1 |         | Stefan Koubek                 | 6(6) | 1    | 4         |   |   |
| 1 |         | Jose Acasuso                  | 7    | 6    | 6         |   |   |
| 2 |         | Jurgen Melzer                 | 6    | 2    | 4         |   |   |
| 2 |         | Guillermo Cañas               | 7    | 6    | 6         |   |   |
| 3 |         | Julian Knowle-Jurgen Melzer   | 6    | 6(2) | 6         | 7 |   |
| 3 |         | Jose Acasuso-Sebastian Prieto | 3    | 7    | 1         | 5 |   |
| |         |                               |      |      |           |   |   |
| 4 |         | Jurgen Melzer                 | 6(4) | 6    | 4         | 6 | 2 |
| 4 |         | Juan Martín del Potro         | 7    | 3    | 6         | 4 | 6 |
| |         |                               |      |      |           |   |   |
| 5 |         | Alexander Peya                | 6    | 1    | 4         |   |   |
| 5 |         | Guillermo Cañas               | 4    | 6    | 6         |   |   |
| |         |                               |      |      |           |   |   |

## Turul doi
| | Rusia | 3                              | -    | 2 | Franța |   |   |
| --- | ----- | ------------------------------ | ---- | - | ------ | - | - |
| Luzhniki Arena, Moscova, Rusia |       |                                |      |   |        |   |   |
| 6 - 8 aprilie 2007 |       |                                |      |   |        |   |   |
| \| 1 \| \| Nicolai Davidenko \| 6 \| 2 \| 1 \| 5 \| \| \| 1 \| \| Paul-Henri Mathieu \| 2 \| 6 \| 6 \| 7 \| \| \| 2 \| \| Mihail Youzhny \| 6 \| 6 \| 6(8) \| 5 \| 8 \| \| 2 \| \| Richard Gasquet \| 2 \| 3 \| 7 \| 7 \| 6 \| \| 3 \| \| Igor Andreev-Nicolai Davidenko \| 3 \| 7 \| 6 \| 3 \| 6 \| \| 3 \| \| S.Grosjean-Michael Llodra \| 6 \| 5 \| 3 \| 6 \| 3 \| \| \| \| \| \| \| \| \| \| \| 4 \| \| Igor Andreev \| 5 \| 6 \| 6 \| 3 \| 4 \| \| 4 \| \| Sebastien Grosjean \| 7 \| 4 \| 2 \| 6 \| 6 \| \| \| \| \| \| \| \| \| \| \| 5 \| \| Marat Safin \| 7 \| 6 \| 6 \| \| \| \| 5 \| \| Paul-Henri Mathieu \| 6(3) \| 3 \| 2 \| \| \| \| \| \| \| \| \| \| \| \| |       |                                |      |   |        |   |   |
| 1 |       | Nicolai Davidenko              | 6    | 2 | 1      | 5 |   |
| 1 |       | Paul-Henri Mathieu             | 2    | 6 | 6      | 7 |   |
| 2 |       | Mihail Youzhny                 | 6    | 6 | 6(8)   | 5 | 8 |
| 2 |       | Richard Gasquet                | 2    | 3 | 7      | 7 | 6 |
| 3 |       | Igor Andreev-Nicolai Davidenko | 3    | 7 | 6      | 3 | 6 |
| 3 |       | S.Grosjean-Michael Llodra      | 6    | 5 | 3      | 6 | 3 |
| |       |                                |      |   |        |   |   |
| 4 |       | Igor Andreev                   | 5    | 6 | 6      | 3 | 4 |
| 4 |       | Sebastien Grosjean             | 7    | 4 | 2      | 6 | 6 |
| |       |                                |      |   |        |   |   |
| 5 |       | Marat Safin                    | 7    | 6 | 6      |   |   |
| 5 |       | Paul-Henri Mathieu             | 6(3) | 3 | 2      |   |   |
| |       |                                |      |   |        |   |   |

| | Belgia | 2                                | -    | 3 | Germania |   |  |
| --- | ------ | -------------------------------- | ---- | - | -------- | - |  |
| Sleuyter Arena, Ostend, Belgia |        |                                  |      |   |          |   |  |
| 6 - 8 aprilie 2007 |        |                                  |      |   |          |   |  |
| \| 1 \| \| Kristof Vliegen \| 7 \| 5 \| 4 \| 2 \| \| \| 1 \| \| Tommy Haas \| 6(4) \| 7 \| 6 \| 6 \| \| \| 2 \| \| Olivier Rochus \| 3 \| 5 \| 6(4) \| \| \| \| 2 \| \| Philipp Kohlschreiber \| 6 \| 7 \| 7 \| \| \| \| 3 \| \| Christophe Rochus-Olivier Rochus \| 6 \| 2 \| 3 \| 1 \| \| \| 3 \| \| Michael Kohlmann-Alexander Waske \| 4 \| 6 \| 6 \| 6 \| \| \| \| \| \| \| \| \| \| \| \| 4 \| \| Christophe Rochus \| 3 \| 6 \| 6 \| \| \| \| 4 \| \| Michael Kohlmann \| 6 \| 4 \| 4 \| \| \| \| \| \| \| \| \| \| \| \| \| 5 \| \| Dick Norman \| 6 \| 6 \| \| \| \| \| 5 \| \| Philipp Kohlschreiber \| 2 \| 3 \| \| \| \| \| \| \| \| \| \| \| \| \| |        |                                  |      |   |          |   |  |
| 1 |        | Kristof Vliegen                  | 7    | 5 | 4        | 2 |  |
| 1 |        | Tommy Haas                       | 6(4) | 7 | 6        | 6 |  |
| 2 |        | Olivier Rochus                   | 3    | 5 | 6(4)     |   |  |
| 2 |        | Philipp Kohlschreiber            | 6    | 7 | 7        |   |  |
| 3 |        | Christophe Rochus-Olivier Rochus | 6    | 2 | 3        | 1 |  |
| 3 |        | Michael Kohlmann-Alexander Waske | 4    | 6 | 6        | 6 |  |
| |        |                                  |      |   |          |   |  |
| 4 |        | Christophe Rochus                | 3    | 6 | 6        |   |  |
| 4 |        | Michael Kohlmann                 | 6    | 4 | 4        |   |  |
| |        |                                  |      |   |          |   |  |
| 5 |        | Dick Norman                      | 6    | 6 |          |   |  |
| 5 |        | Philipp Kohlschreiber            | 2    | 3 |          |   |  |
| |        |                                  |      |   |          |   |  |

| | SUA | 4                                 | -    | 1    | Spania |      |  |
| --- | --- | --------------------------------- | ---- | ---- | ------ | ---- |  |
| Joel Coliseum, Winston-Salem, NC, SUA |     |                                   |      |      |        |      |  |
| 6 - 8 aprilie 2007 |     |                                   |      |      |        |      |  |
| \| 1 \| \| James Blake \| 6 \| 6 \| 6 \| \| \| \| 1 \| \| Tommy Robredo \| 4 \| 3 \| 4 \| \| \| \| 2 \| \| Andy Roddick \| 7 \| 6 \| 6 \| \| \| \| 2 \| \| Fernando Verdasco \| 6(5) \| 1 \| 4 \| \| \| \| 3 \| \| Bob Bryan-Mike Bryan \| 7 \| 6 \| 3 \| 7 \| \| \| 3 \| \| Feliciano López-Fernando Verdasco \| 5 \| 3 \| 6 \| 6(5) \| \| \| \| \| \| \| \| \| \| \| \| 4 \| \| Bob Bryan \| 4 \| 4 \| \| \| \| \| 4 \| \| Tommy Robredo \| 6 \| 6 \| \| \| \| \| \| \| \| \| \| \| \| \| \| 5 \| \| James Blake \| 6 \| 7 \| \| \| \| \| 5 \| \| Feliciano López \| 3 \| 6(3) \| \| \| \| \| \| \| \| \| \| \| \| \| |     |                                   |      |      |        |      |  |
| 1 |     | James Blake                       | 6    | 6    | 6      |      |  |
| 1 |     | Tommy Robredo                     | 4    | 3    | 4      |      |  |
| 2 |     | Andy Roddick                      | 7    | 6    | 6      |      |  |
| 2 |     | Fernando Verdasco                 | 6(5) | 1    | 4      |      |  |
| 3 |     | Bob Bryan-Mike Bryan              | 7    | 6    | 3      | 7    |  |
| 3 |     | Feliciano López-Fernando Verdasco | 5    | 3    | 6      | 6(5) |  |
| |     |                                   |      |      |        |      |  |
| 4 |     | Bob Bryan                         | 4    | 4    |        |      |  |
| 4 |     | Tommy Robredo                     | 6    | 6    |        |      |  |
| |     |                                   |      |      |        |      |  |
| 5 |     | James Blake                       | 6    | 7    |        |      |  |
| 5 |     | Feliciano López                   | 3    | 6(3) |        |      |  |
| |     |                                   |      |      |        |      |  |

| | Suedia | 4                               | -    | 1    | Argentina |      |  |
| --- | ------ | ------------------------------- | ---- | ---- | --------- | ---- |  |
| Swedish Exhibition Centre, Göteborg, Suedia |        |                                 |      |      |           |      |  |
| 6 - 8 aprilie 2007 |        |                                 |      |      |           |      |  |
| \| 1 \| \| Thomas Johansson \| 6(3) \| 7 \| 6 \| 7 \| \| \| 1 \| \| David Nalbandian \| 7 \| 6(3) \| 2 \| 6(0) \| \| \| 2 \| \| Robin Söderling \| 7 \| 7 \| 6 \| \| \| \| 2 \| \| Juan Martin Del Potro \| 6(4) \| 6(4) \| 4 \| \| \| \| 3 \| \| Jonas Björkman-Thomas Johansson \| 4 \| 7 \| 6 \| 6 \| \| \| 3 \| \| D.Nalbandian-Guillermo Cañas \| 6 \| 6(4) \| 2 \| 3 \| \| \| \| \| \| \| \| \| \| \| \| 4 \| \| Jonas Björkman \| 6 \| 6 \| \| \| \| \| 4 \| \| Sebastian Prieto \| 1 \| 2 \| \| \| \| \| \| \| \| \| \| \| \| \| \| 5 \| \| Robert Lindstedt \| 6(7) \| 4 \| \| \| \| \| 5 \| \| Juan Martin Del Potro \| 7 \| 6 \| \| \| \| \| \| \| \| \| \| \| \| \| |        |                                 |      |      |           |      |  |
| 1 |        | Thomas Johansson                | 6(3) | 7    | 6         | 7    |  |
| 1 |        | David Nalbandian                | 7    | 6(3) | 2         | 6(0) |  |
| 2 |        | Robin Söderling                 | 7    | 7    | 6         |      |  |
| 2 |        | Juan Martin Del Potro           | 6(4) | 6(4) | 4         |      |  |
| 3 |        | Jonas Björkman-Thomas Johansson | 4    | 7    | 6         | 6    |  |
| 3 |        | D.Nalbandian-Guillermo Cañas    | 6    | 6(4) | 2         | 3    |  |
| |        |                                 |      |      |           |      |  |
| 4 |        | Jonas Björkman                  | 6    | 6    |           |      |  |
| 4 |        | Sebastian Prieto                | 1    | 2    |           |      |  |
| |        |                                 |      |      |           |      |  |
| 5 |        | Robert Lindstedt                | 6(7) | 4    |           |      |  |
| 5 |        | Juan Martin Del Potro           | 7    | 6    |           |      |  |
| |        |                                 |      |      |           |      |  |

## Semifinale
| | Rusia | 3                                 | -    | 2 | Germania |      |   |
| --- | ----- | --------------------------------- | ---- | - | -------- | ---- | - |
| Olympic Stadium, Moscova, Rusia |       |                                   |      |   |          |      |   |
| 21 - 23 septembrie 2007 |       |                                   |      |   |          |      |   |
| \| 1 \| \| Igor Andreev \| 6 \| 6 \| 6 \| \| \| \| 1 \| \| Tommy Haas \| 2 \| 2 \| 2 \| \| \| \| 2 \| \| Nikolai Davidenko \| 7 \| 2 \| 2 \| 6 \| 5 \| \| 2 \| \| Philipp Kohlschreiber \| 6(5) \| 6 \| 6 \| 4 \| 7 \| \| 3 \| \| Dmitri Tursunov - Mikhail Youzhny \| 3 \| 6 \| 6(4) \| 6(5) \| \| \| 3 \| \| P.Petzschner - A.Waske \| 6 \| 3 \| 7 \| 7 \| \| \| \| \| \| \| \| \| \| \| \| 4 \| \| Mikhail Youzhny \| 6 \| 6 \| 3 \| 6 \| \| \| 4 \| \| Philipp Petzschner \| 4 \| 4 \| 6 \| 3 \| \| \| \| \| \| \| \| \| \| \| \| 5 \| \| Igor Andreev \| 6 \| 3 \| 6 \| 6 \| \| \| 5 \| \| Philipp Kohlschreiber \| 3 \| 6 \| 0 \| 3 \| \| \| \| \| \| \| \| \| \| \| |       |                                   |      |   |          |      |   |
| 1 |       | Igor Andreev                      | 6    | 6 | 6        |      |   |
| 1 |       | Tommy Haas                        | 2    | 2 | 2        |      |   |
| 2 |       | Nikolai Davidenko                 | 7    | 2 | 2        | 6    | 5 |
| 2 |       | Philipp Kohlschreiber             | 6(5) | 6 | 6        | 4    | 7 |
| 3 |       | Dmitri Tursunov - Mikhail Youzhny | 3    | 6 | 6(4)     | 6(5) |   |
| 3 |       | P.Petzschner - A.Waske            | 6    | 3 | 7        | 7    |   |
| |       |                                   |      |   |          |      |   |
| 4 |       | Mikhail Youzhny                   | 6    | 6 | 3        | 6    |   |
| 4 |       | Philipp Petzschner                | 4    | 4 | 6        | 3    |   |
| |       |                                   |      |   |          |      |   |
| 5 |       | Igor Andreev                      | 6    | 3 | 6        | 6    |   |
| 5 |       | Philipp Kohlschreiber             | 3    | 6 | 0        | 3    |   |
| |       |                                   |      |   |          |      |   |

| | Suedia | 1                            | -     | 4    | SUA |   |  |
| --- | ------ | ---------------------------- | ----- | ---- | --- | - |  |
| Scandinavium, Göteborg, Suedia |        |                              |       |      |     |   |  |
| 21 - 23 septembrie 2007 |        |                              |       |      |     |   |  |
| \| 1 \| \| Joachim Johansson \| 6(4) \| 6(3) \| 3 \| \| \| \| 1 \| \| Andy Roddick \| 7 \| 7 \| 6 \| \| \| \| 2 \| \| Thomas Johansson \| 6 \| 6 \| 3 \| 6 \| \| \| 2 \| \| James Blake \| 4 \| 2 \| 6 \| 3 \| \| \| 3 \| \| Simon Aspelin-Jonas Björkman \| 6(11) \| 2 \| 3 \| \| \| \| 3 \| \| Bob Bryan-Mike Bryan \| 7 \| 6 \| 6 \| \| \| \| \| \| \| \| \| \| \| \| \| 4 \| \| Jonas Björkman \| 2 \| 6(3) \| 4 \| \| \| \| 4 \| \| Andy Roddick \| 6 \| 7 \| 6 \| \| \| \| \| \| \| \| \| \| \| \| \| 5 \| \| Simon Aspelin \| 1 \| 3 \| \| \| \| \| 5 \| \| James Blake \| 6 \| 6 \| \| \| \| \| \| \| \| \| \| \| \| \| |        |                              |       |      |     |   |  |
| 1 |        | Joachim Johansson            | 6(4)  | 6(3) | 3   |   |  |
| 1 |        | Andy Roddick                 | 7     | 7    | 6   |   |  |
| 2 |        | Thomas Johansson             | 6     | 6    | 3   | 6 |  |
| 2 |        | James Blake                  | 4     | 2    | 6   | 3 |  |
| 3 |        | Simon Aspelin-Jonas Björkman | 6(11) | 2    | 3   |   |  |
| 3 |        | Bob Bryan-Mike Bryan         | 7     | 6    | 6   |   |  |
| |        |                              |       |      |     |   |  |
| 4 |        | Jonas Björkman               | 2     | 6(3) | 4   |   |  |
| 4 |        | Andy Roddick                 | 6     | 7    | 6   |   |  |
| |        |                              |       |      |     |   |  |
| 5 |        | Simon Aspelin                | 1     | 3    |     |   |  |
| 5 |        | James Blake                  | 6     | 6    |     |   |  |
| |        |                              |       |      |     |   |  |

## Finală
| | Rusia | 1                                | -    | 4    | SUA  |      |  |
| --- | ----- | -------------------------------- | ---- | ---- | ---- | ---- |  |
| Memorial Coliseum, Portland, Oregon, SUA |       |                                  |      |      |      |      |  |
| 30 noiembrie - 2 decembrie 2007 |       |                                  |      |      |      |      |  |
| \| 1 \| \| Dmitry Tursunov \| 4 \| 4 \| 2 \| \| \| \| 1 \| \| Andy Roddick \| 6 \| 6 \| 6 \| \| \| \| 2 \| \| Mikhail Youzhny \| 3 \| 6(3) \| 7 \| 6(3) \| \| \| 2 \| \| James Blake \| 6 \| 7 \| 6(3) \| 7 \| \| \| 3 \| \| Igor Andreev - Nikolai Davidenko \| 6(4) \| 4 \| 2 \| \| \| \| 3 \| \| Mike Bryan - Bob Bryan \| 7 \| 6 \| 6 \| \| \| \| \| \| \| \| \| \| \| \| \| 4 \| \| Igor Andreev \| 6 \| 7 \| \| \| \| \| 4 \| \| Bob Bryan \| 3 \| 6(4) \| \| \| \| \| \| \| \| \| \| \| \| \| \| 5 \| \| Dmitry Tursunov \| 6 \| 3 \| 5 \| \| \| \| 5 \| \| James Blake \| 1 \| 6 \| 7 \| \| \| \| \| \| \| \| \| \| \| \| |       |                                  |      |      |      |      |  |
| 1 |       | Dmitry Tursunov                  | 4    | 4    | 2    |      |  |
| 1 |       | Andy Roddick                     | 6    | 6    | 6    |      |  |
| 2 |       | Mikhail Youzhny                  | 3    | 6(3) | 7    | 6(3) |  |
| 2 |       | James Blake                      | 6    | 7    | 6(3) | 7    |  |
| 3 |       | Igor Andreev - Nikolai Davidenko | 6(4) | 4    | 2    |      |  |
| 3 |       | Mike Bryan - Bob Bryan           | 7    | 6    | 6    |      |  |
| |       |                                  |      |      |      |      |  |
| 4 |       | Igor Andreev                     | 6    | 7    |      |      |  |
| 4 |       | Bob Bryan                        | 3    | 6(4) |      |      |  |
| |       |                                  |      |      |      |      |  |
| 5 |       | Dmitry Tursunov                  | 6    | 3    | 5    |      |  |
| 5 |       | James Blake                      | 1    | 6    | 7    |      |  |
| |       |                                  |      |      |      |      |  |

## Baraj
Articol principal Cupa Davis baraj 2007
Cele 8 echipe din grupa mondială care au pierdut în primul tur al Cupei Davis (numerotate de la 1 la 8) și cele 8 echipe câștigătoare ale grupei I au susținut în perioada 21-23 septembrie meciuri de baraj pentru grupa mondială 2008.
| Echipa gazdă   | Scor | Echipa oaspete |
| -------------- | ---- | -------------- |
| Serbia         | 4-1  | Australia (2)  |
| Austria (8)    | 4-1  | Brazilia       |
| Peru           | 4-1  | Belarus (4)    |
| Israel         | 3-2  | Chile (5)      |
| Marea Britanie | 4-1  | Croația (1)    |
| Cehia (7)      | 3-2  | Elveția        |
| Japonia        | 2-3  | România (6)    |
| Slovacia (3)   | 2-3  | Coreea de Sud  |